# Diascia maculata
Diascia maculata är en flenörtsväxtart som beskrevs av K.E. Steiner. Diascia maculata ingår i släktet tvillingsporrar, och familjen flenörtsväxter. Inga underarter finns listade i Catalogue of Life.